# Stary cmentarz żydowski w Radomyślu nad Sanem
Stary cmentarz żydowski w Radomyślu nad Sanem – kirkut społeczności żydowskiej niegdyś zamieszkującej Radomyśl nad Sanem. Znajdował się w południowo-wschodniej części miejscowości. Nie wiadomo dokładnie, kiedy powstał, być może miało to miejsce w XVIII wieku. Został zamknięty po zakończeniu I wojny światowej. Podczas II wojny światowej został zniszczony przez Niemców. Po wojnie na jego terenie wzniesiono budynki mieszkalne.